# Prachtjufferduif
De prachtjufferduif (Ptilinopus bernsteinii synoniem: Megaloprepia formosa Gray, 1860) is een vogel uit de familie Columbidae (duiven). De vogel werd in 1863 door Hermann Schlegel beschreven en vernoemd naar Heinrich Agathon Bernstein.

## Verspreiding en leefgebied
Deze soort is endemisch op de Molukken en telt twee ondersoorten:
- P. b. micrus: Obi (noordelijk-centrale Molukken).
- P. b. bernsteinii: Halmahera, Ternate en Batjan  (noordelijke Molukken).